# Sérgio Etchegoyen
Sérgio Westphalen Etchegoyen GCMM • GCRB • GCMTGV (Cruz Alta, 1 de fevereiro de 1952) é um general de exército do Exército Brasileiro, que foi ministro-chefe do Gabinete de Segurança Institucional da Presidência do Brasil no Governo Michel Temer.
É neto do general Alcides Etchegoyen, membro do Clube Militar que atuou no Estado Novo contra Getúlio Vargas.

## Carreira militar
Filho do General de Brigada Leo Guedes Etchegoyen e de Lúcia Westphalen Etchegoyen, ingressou no Exército em março de 1971, na Academia Militar das Agulhas Negras (AMAN), e foi declarado aspirante-a-oficial da arma de Cavalaria em dezembro de 1974.
Foi oficial do Estado-Maior da Missão de Verificação das Nações Unidas em El Salvador, entre 1991 e 1992; comandante da Escola de Aperfeiçoamento de Sargentos das Armas, entre 1 de fevereiro de 1993 e 30 de janeiro de 1996; chefe da Comissão do Exército Brasileiro em Washington, Estados Unidos, de 2001 a 2003 e oficial do Gabinete do Comandante do Exército, entre 2003 e 2004.
Como oficial general, comandou a 4ª Brigada de Cavalaria Mecanizada, a Escola de Comando e Estado-Maior do Exército e foi Assessor Especial Militar do Ministro de Estado da Defesa e Chefe do Núcleo de Implantação da Estratégia Nacional de Defesa, de 2009 a 2011. Comandou também a 3ª Divisão de Exército, em Santa Maria-RS, entre fevereiro de 2011 e janeiro de 2013.
Admitido à Ordem do Mérito Militar em 1996 no grau de Cavaleiro ordinário, foi promovido a Oficial em 2000, a Comendador em 2004, a Grande-Oficial em 2009 e a Grã-Cruz em 2012.
Como General de Exército, foi Chefe do Departamento-Geral do Pessoal, entre 3 de dezembro de 2012 e 27 de março de 2015.
Em seguida, foi Chefe do Estado Maior do Exército, entre 12 de março de 2015 e 12 de maio de 2016.
À frente do EME, sua responsabilidade era estudar, planejar, orientar, coordenar e controlar as atividades da Força Terrestre, subordinadas as decisões do comandante do Exército.

## Ministro-Chefe do Gabinete de Segurança Institucional
Em 12 de maio de 2016 foi nomeado, no governo interino de Michel Temer, para o cargo de ministro-chefe do Gabinete de Segurança Institucional da Presidência da República e a nomeação foi publicada na edição de 13 de maio de 2016 do Diário Oficial da União (DOU). A Agência Brasileira de Inteligência (Abin) também ficou subordinada à pasta.